# Provincia del Quebec
La provincia del Quebec (in inglese Province of Quebec) fu una colonia britannica esistita tra il 1763 e il 1791 in America del Nord, situata nei territori delle odierne province del Québec e dell'Ontario.

## Storia
La colonia nacque in seguito al decreto reale con cui il Regno di Francia, dopo la guerra dei sette anni, dovette cedere la totalità dei propri possedimenti nell'America settentrionale alla Gran Bretagna (1763). In seguito alla firma del trattato, le autorità britanniche vararono alcune disposizioni atte a facilitare l'immigrazione di una massiccia comunità di lealisti americani, in modo tale da favorire l'assimilazione della popolazione locale, in grande maggioranza francofona e cattolica, alla comunità anglofona. La vitalità demografica dei franco-canadesi riuscì tuttavia a contrastare gli effetti di tali politiche, che furono abbandonate nei decenni seguenti.
Nel 1774, il Parlamento britannico approvò la legge sul Québec, con cui si permetteva alla comunità franco-canadese di mantenere in vigore il codice civile francese, oltre ad assicurare la piena libertà di culto ai cattolici della provincia. Queste concessioni facevano parte di una politica di generale accondiscendenza adottata dalla Gran Bretagna nei confronti dei suoi sudditi francofoni a partire dagli anni settanta, quando ormai pareva evidente il fallimento del tentativo di assimilazione dei franco-canadesi. Gli inglesi speravano in questo modo di poter conquistare la fedeltà dei nuovi sudditi.
La situazione cambiò drasticamente a partire dal 1783, quando un consistente gruppo di lealisti  si trasferì in Canada per sfuggire alla Rivoluzione americana. La nascita di una comunità anglofona compatta e combattiva provocò la rottura degli equilibri linguistici ed etnici che da sempre avevano caratterizzato la Nuova Francia. Nell'intento di venire incontro alla nuova situazione venutasi a creare, il Parlamento britannico emanò nel 1791 una legge con cui la provincia del Québec venne divisa in due parti. Nacquero in questo modo l'Alto Canada (odierno Ontario), a maggioranza anglofona e protestante, e il Basso Canada (odierno Québec), prevalentemente francofono e cattolico.